# Маренго (Айова)
Маренго (англ. Marengo) — город в США, административный центр округа Айова штата Айова. Население — 2435 человек (2020).

## География
Маренго расположен по координатам 41°47′48″ с. ш. 92°04′05″ з. д. (41.796666, -92.068052). По данным Бюро переписи населения США в 2010 году город имел площадь 5,54 км², из которых 5,38 км² — суша и 0,16 км² — водоёмы.

## Демография
| Год переписи | Нас. |  | %±    |
| ------------ | ---- |  | ----- |
| 1850         | 50   |  | —     |
| 1870         | 1693 |  | 3286% |
| 1880         | 1738 |  | 2,7%  |
| 1890         | 1710 |  | −1,6% |
| 1900         | 2007 |  | 17,4% |
| 1910         | 1786 |  | −11%  |
| 1920         | 2048 |  | 14,7% |
| 1930         | 2112 |  | 3,1%  |
| 1940         | 2260 |  | 7%    |
| 1950         | 2151 |  | −4,8% |
| 1960         | 2264 |  | 5,3%  |
| 1970         | 2235 |  | −1,3% |
| 1980         | 2308 |  | 3,3%  |
| 1990         | 2270 |  | −1,6% |
| 2000         | 2535 |  | 11,7% |
| 2010         | 2528 |  | −0,3% |
| 2020         | 2435 |  | −3,7% |

Согласно переписи 2010 года, в городе проживало 2528 человек в 1059 домохозяйствах в составе 648 семей. Плотность населения составляла 456 человек/км². Было 1154 квартир (208/км²).
Расовый состав населения:
| - 97,3 % — белых - 0,6 % — коренных американцев - 0,6 % — чёрных или афроамериканцев - 0,4 % — азиатов |

К двум или более расам принадлежало 0,7 %. Доля испаноязычных составила 2,8 % всего населения.
По возрастному диапазону население распределялось следующим образом: 24,9 % — лица младше 18 лет, 57,0 % — лица в возрасте 18-64 лет, 18,1 % — лица в возрасте 65 лет и старше. Медиана возраста жителя составила 41,0 года. На 100 человек женского пола в городе приходилось 92,1 мужчин; на 100 женщин в возрасте от 18 лет и старше — 88,1 мужчин также старше 18 лет.
Средний доход на одно домашнее хозяйство составил 56 571 доллар США (медиана — 44 045), а средний доход на одну семью — 62 769 долларов (медиана — 60 236). Медиана доходов составляла 38 947 долларов для мужчин и 30 469 долларов для женщин. За чертой бедности находилось 14,8 % лиц, в том числе 22,3 % детей в возрасте до 18 лет и 8,0 % лиц в возрасте 65 лет и старше.
Гражданское трудоустроенное население составляло 1301 человек. Основные отрасли занятости: производство — 26,0 %, образование, здравоохранение и социальная помощь — 25,9 %, розничная торговля — 17,1 %.